# Canko Cerkovski
Canko Cerkovski, pseudonimo di Canko Bakalov (Bjala Čerkova, 1869 – Sofia, 1926), è stato un poeta e scrittore bulgaro.

## Biografia
Nacque in un ambiente rurale, nel quale profuse tutte le sue energie e dal quale prese ispirazione per le sue opere.
Tra le primarie attività vi fu una operosa attività pubblicistica e una propaganda a sostegno della diffusione del partito contadino bulgaro.
Fu uno dei fondatori della "Zemljoradničkoga saveza" nel 1899. Diede un grande contributo all'emancipazione culturale e politica dei contadini bulgari.
Eletto dapprima deputato e successivamente ministro, nel 1923, a causa del colpo di Stato reazionario venne arrestato ed imprigionato.
Solamente pochi giorni prima del suo decesso, riassaporò la libertà, grazie alla scarcerazione.
Esordì nella letteratura con il ciclo lirico Polski pesni ("Canzoni della campagna"), dedicato interamente alle sofferenze, alle angosce e alle speranze dei contadini. Le sue opere iniziali  si caratterizzarono per elementi populisti, invece successivamente approfondì interessi formali e psicologici, con i quali rappresentò il mondo rurale.
Nel romanzo intitolato Iz gǎnkite na sǎrceto ("Dalle pieghe del cuore"), l'autore focalizzò la sua attenzione sul contrasto tra campagna e città, attraverso il dissidio relazionale e spirituale di una famiglia, composta da una moglie contadina e da un marito cittadino.
Uno dei momenti creativi più felici e riusciti fu però il racconto Orisani ("I predestinati"), nel quale Cerkovski mise in risalto la durezza delle tradizioni, secondo le quali un contadino era costretto dai parenti a sposarsi in seconde nozze se la moglie non poteva assolvere i suoi doveri coniugali, a causa, ad esempio secondo la trama del racconto, di una paralisi.
Cerkovski si rivelò un autore fertile anche nel campo teatrale, seppur sempre in relazione alle atmosfere e alle tematiche rurali. Tra i suoi lavori si annoverarono: Ludi mladi ("Giovani spensierati") e Pod staroto nebe ("Sotto il vecchio cielo").